# Mitpet
Mitpet es una isla situada en Filipinas, adyacente a la de Busuanga que forma parte del grupo de islas Calamianes.
Administrativamente forma parte del barrio de  Cheey del municipio filipino de tercera categoría de Busuanga perteneciente a la provincia  de Paragua en Mimaro,  Región IV-B.

## Geografía
Isla Busuanga es  la más grande del Grupo Calamian situado a medio camino entre las islas de Mindoro (San José) y de Paragua (Puerto Princesa), con el Mar de la China Meridional a poniente y el mar de Joló a levante. Al sur de la isla están las otras dos islas principales del Grupo Calamian: Culión y  Corón.
Situada en el estrecho de Mindoro, tiene aproximadamente 780 metros de largo, en dirección norte-sur, y unos 220 metros de ancho. Situada 840 metros a poniente de  Isla Calauit, cabo Lakdayán (Lakdayan Point).
La isla de Dimakya  Island (Dimaquiat), también conocida como Club Paradise Island, forma parte del barrio de San José del vecino municipio de Corón,  se encuentra 4.000 metros al este, mientras que de la de Mitpit, situada al sur, dista escasos 300 metros.
Forman parte del Barrio de Cheey las islas de  Mitpet y Mitpit.